# Голубая мечеть (Мазари-Шариф)
Голубая мечеть, также распространены названия Мавзолей Али а также Святыня Хазрат Али (перс. مسجد کبود‎; дари مسجد کبود) — джума-мечеть и мавзолей в городе Мазари-Шариф, который является центром вилаята (провинции) Балх Афганистана. Главный символ и визитная карточка Мазари-Шарифа и вилаята Балх. По некоторым данным, одно из предполагаемых мест погребения четвертого праведного халифа Али, зятя и двоюродного брата пророка Мухаммеда.

## История
Согласно некоторым историческим данным, вскоре после убийства Али и похорон его тела в Эн-Наджафе, вблизи Багдада, некоторые из его последователей переживали, что его тело будет осквернено его врагами, решили перепрятать тело. Положив тело на верблюда, они шли несколько недель, пока верблюд не упал. После этого, было решено похоронить тело на месте падения верблюда. Место захоронения впоследствии стало называться могилой святого, то есть «Мазари-Шариф» (перс. مزار شریف‎) на персидском языке. Впоследствии вокруг захоронения возник город с аналогичным названием — Мазари-Шариф.
Согласно преданиям, могила была обнаружена случайно, и последний султан Сельджукской империи Ахмад Санджар построил первую святыню над могилой. В 1220 году (XIII век), во время монгольского нашествия во главе с Чингисханом, могила была засыпана землей и замаскирована, чтобы избежать осквернения со стороны монголов. Здание было разрушено монголами.
Только в XV веке, по инициативе и благодаря усилиям тимурида, правителя Хорасана и поэта Хусейна Байкара, на месте захоронения было отстроено заново нынешнее здание мечети. Из-за большого количества бирюзовых изразцов, покрывающих её купола и стены, здание получила название «Голубая мечеть».

## Современность
Благодаря регулярным реставрационным работам Голубая мечеть — один из наиболее сохранившихся древних памятников в Афганистане.
Большинство художественных оформлений мечети является результатом работы современных реставраторов. Сохранившееся оформление более раннего периода — мраморная плита, со словами, «Али — лев Бога».
Голубая мечеть — центр всей общественной и религиозной жизни города. Ежегодно 21 марта над храмом поднимается огромное знамя — янда, символизирующее начало сорокадневных празднеств, посвященных встрече Нового года — Навруза.
Святыню в Мазари-Шарифе почитают преимущественно афганские шииты.
Рядом с Голубой мечетью живет большая стая белых голубей. Это символично для Афганистана и отображено на двух банкнотах: 1000 афгани, эмиссии 1979—1991 гг. и 1 афгани 2002—2004 гг. выпуска. Помимо того, мусульманская святыня запечатлена на банкноте 1000 афгани, выпускавшейся с 2002 по 2014 годы.

### Оформление
В южной части внутреннего двора мечети расположен мавзолей Хазрета Али, стены которого сплошь затканы голубым изразцовым ковром. Во дворе мечети находятся гробницы ещё двух святых — Шир-Али и Акбар-хана.